# خوسيه بونابرت
خوسيه بونابرت (بالإسبانية: José Fernando Bonaparte )‏ (و. 1928  م) هو عالم إحاثة، من الأرجنتين، ولد في روساريو. أحد أشهر علماء الأحافير الأرجنتينية، وقد وصفه عالم الأحافير بيتر دودسون بأنه «بمفرده تقريبًا... مسؤول عن أن تصبح الأرجنتين الدولة السادسة في العالم في أنواع الديناصورات».

## جوائز
حصل على جوائز منها:
- ميدالية رومر سيمبسون [الإنجليزية]‏ (2008).